# Anis Boussaïdi
Anis Boussaïdi (Il Bardo, 10 aprile 1981) è un ex calciatore tunisino, di ruolo difensore.

## Palmarès

### Club

#### Competizioni nazionali
- Coppa di Tunisia: 1

Stade Tunisien: 2003
- Coupe de la Ligue Professionelle: 1

Stade Tunisien: 2002
- Campionato austriaco: 1

Salisburgo: 2008-2009